# NB Bornholm
Nexø Boldklub Bornholm eller NB Bornholm är en dansk fotbollsklubb från Nexø, Bornholm. Klubbens hemmastadion är Nexø Stadion som har en kapacitet på 3 000 åskådare. Man spelar för närvarande (säsongen 2014/15) i Danmarksserien som är nivå 4 i danska seriesystemet
Klubben gick i konkurs 1990 och återbildades samma år.